# Google Panda
Google Panda is een aanvulling op het algoritme van Google dat de volgorde bepaalt van de zoekresultaten. Google stelt dat er meer dan 200 factoren bepalend zijn, en daar is met de lancering van Google Panda dus een factor bijgekomen.

## Ontstaansgeschiedenis
Google Panda is sinds februari 2011 actief. Google heeft er bij monde van Cutts en Singhal voor het eerst officieel melding van gemaakt in een interview met Wired. Een kleine twee weken hiervoor was het Danny Sullivan van Searchengineland, die de komst van Panda reeds aankondigde. Omdat de naam "Panda" op dat moment nog onbekend was, noemde hij het de "Farmer update" omdat hij begreep dat het doel van de algoritmische wijzigingen het tegengaan van zogenaamde Content Farms betrof. Panda is vernoemd naar een ingenieur van Google, Navneet Panda, die de technologie achter Panda heeft bedacht. In Nederland is Panda actief sinds augustus 2011.

## Doel
Het doel van Panda is om websites van lage kwaliteit uit de zoekresultaten te weren, indirect ten gunste van de websites met een goede kwaliteit. Dit betreft niet alleen Content Farms, maar alle sites waarvan de content van lage kwaliteit is. Het is dus niet zo dat sites met kwalitatief goede content door Panda hoger gewaardeerd worden. Panda zet slechts een rem op het scorend vermogen van de lage kwaliteit websites. Panda deelt daarbij geen penalty’s uit. Er wordt door Google gesteld dat Panda de zoekresultaten van zo'n 6 à 9 % van de niet-Engelstalige zoekopdrachten heeft beïnvloed.

## Werking
Panda is een filter (in de woorden van Google een "classifier"), met een bepaalde threshold: als een pagina, sectie of site onder de threshold blijft is er geen sprake van lage kwaliteit, daarboven wel. Het is dus een zwart-wit filter. Indien bepaalde pagina's binnen de site via deze weg beoordeeld worden als zijnde van lage kwaliteit, dan kan de hele sectie waar de pagina's onderdeel van uitmaken, of zelfs de hele site, daar de negatieve gevolgen van ondervinden. Indien de goede scoringsposities van een website door Panda in negatieve zin zijn beïnvloed, dan is het zaak de kwaliteit van de site te gaan verbeteren. Als Panda meent dat dit inderdaad het geval is, kunnen de posities zich weer herstellen.

## Techniek
Het bijzondere van Panda is dat daar geavanceerde technieken aan ten grondslag liggen, voornamelijk afkomstig uit de kunstmatige intelligentie. Google heeft een groep testers vele sites voorgelegd en hen gevraagd bij iedere site een lijst van vragen omtrent de kwaliteit van de site te beantwoorden. De precieze lijst is niet bekend, maar bevat zeker vragen als “zou u bij deze site uw creditcardgegevens achterlaten?”, of “vertrouwt u de informatie in dit artikel?”. Google geeft binnen haar Webmaster Central Blog meer voorbeelden van de mogelijk gestelde vragen. De antwoorden van de testers hebben als trainingsvoorbeelden gediend voor Panda, die vervolgens abstracte relaties tracht te achterhalen tussen wat mensen blijkbaar ervaren als kwalitatief goede sites aan de ene kant, en de karakteristieken van de website aan de andere. Omdat de perceptie van kwaliteit evolueert, maar ook omdat het op deze manier doorrekenen van sites veel rekenkracht vraagt, vinden de Panda Updates met tussenpozen plaats, zo gemiddeld eenmaal per maand.

## Onderzoek in Nederland
Peter van der Graaf heeft een empirisch onderzoek uitgevoerd naar de werking van Panda, en Alain Sadon heeft naar aanleiding van een uitgebreide literatuurstudie de karakteristieken van Panda beschreven.